# Zbigniew Zakrzewski
Pour les articles homonymes, voir Zakrzewski et Zaki.
Zbigniew Zakrzewski (dit Zaki), né le 26 janvier 1981 à Poznań, est un footballeur polonais. Il est attaquant à l'Arka Gdynia.  

## Clubs
| Saison    | Club            | Ligue  | Championnat         | Coupe d'Europe  |
| --------- | --------------- | ------ | ------------------- | --------------- |
| 2002-2003 | Aluminium Konin | I Liga | 32 matchs / 6 buts  | -               |
| 2003-2007 | Lech Poznań     | D1     | 96 matchs / 27 buts | -               |
| 2007-2008 | FC Sion         | ASL    | 13 matchs / 1 but   | 2 matchs /1 but |
| 2008      | FC Thoune       | ASL    | 15 matchs / 1 but   | -               |
| 2008-2009 | Arka Gdynia     | D1     | 4 matchs / 4 buts   | -               |